# Bougtob
Bougtob là một đô thị thuộc tỉnh El Bayadh, Algérie. Dân số thời điểm năm 2002 là 13.605 người.